# Open d'Orleans 2007
L'Open d'Orleans 2007 è stato un torneo di tennis facente parte della categoria ATP Challenger Series nell'ambito dell'ATP Challenger Series 2007. Il torneo si è giocato a Orléans in Francia dal 10 settembre 2007 su campi indoor in cemento.

## Vincitori

### Singolare
Olivier Rochus ha battuto in finale  Nicolas Mahut con il punteggio di 6–4, 6–4.

### Doppio
James Cerretani /  Frank Moser hanno battuto in finale  Tomasz Bednarek /  Michał Przysiężny con il punteggio di 6–1, 7–6(2).